# Guillaume Le Gentil
Guillaume Le Gentil, Guillaume Joseph Hyacinthe Jean-Baptiste Le Gentil de la Galaisière, född 12 september 1725 i Coutances, död 22 oktober 1792 i Paris, var en fransk astronom. Han var ledamot av Franska vetenskapsakademin och upptäckte flera himlakroppar. Han har framförallt blivit ihågkommen för sina fruktlösa försök att observera Venuspassagerna i Orienten åren 1761 och 1769. Observationsförsöken beskrivs i hans rapporter till Franska vetenskapsakademin och ger en god inblick i vetenskapsmännens vedermödor vid den här tiden i allmänhet och under venuspassagerna i synnerhet.

## Bakgrund
Guillaume Le Gentil föddes i Coutances i departementet Manche i nuvarande regionen Normandie i nordvästra Frankrike. Han kom från en familj som inte hade speciellt stor förmögenhet, men fadern skaffade medel till sonens utbildning. Efter inledande studier i Coutances började han med teologiska studier på universitetet i Paris med avsikten att göra en karriär inom kyrkan. Han medverkade vid flera seminarier på Collège Royal ledda av astronomen Joseph-Nicolas Delisle. Det väckte hans intresse för disciplinen och han började 1748 studera för den då 71-årige Jacques Cassini. Två år senare blev han dennes assistent och hade definitivt inlett en vetenskaplig och akademisk karriär. Han lärde sig att hantera instrumenten och genomföra astronomiska beräkningar.

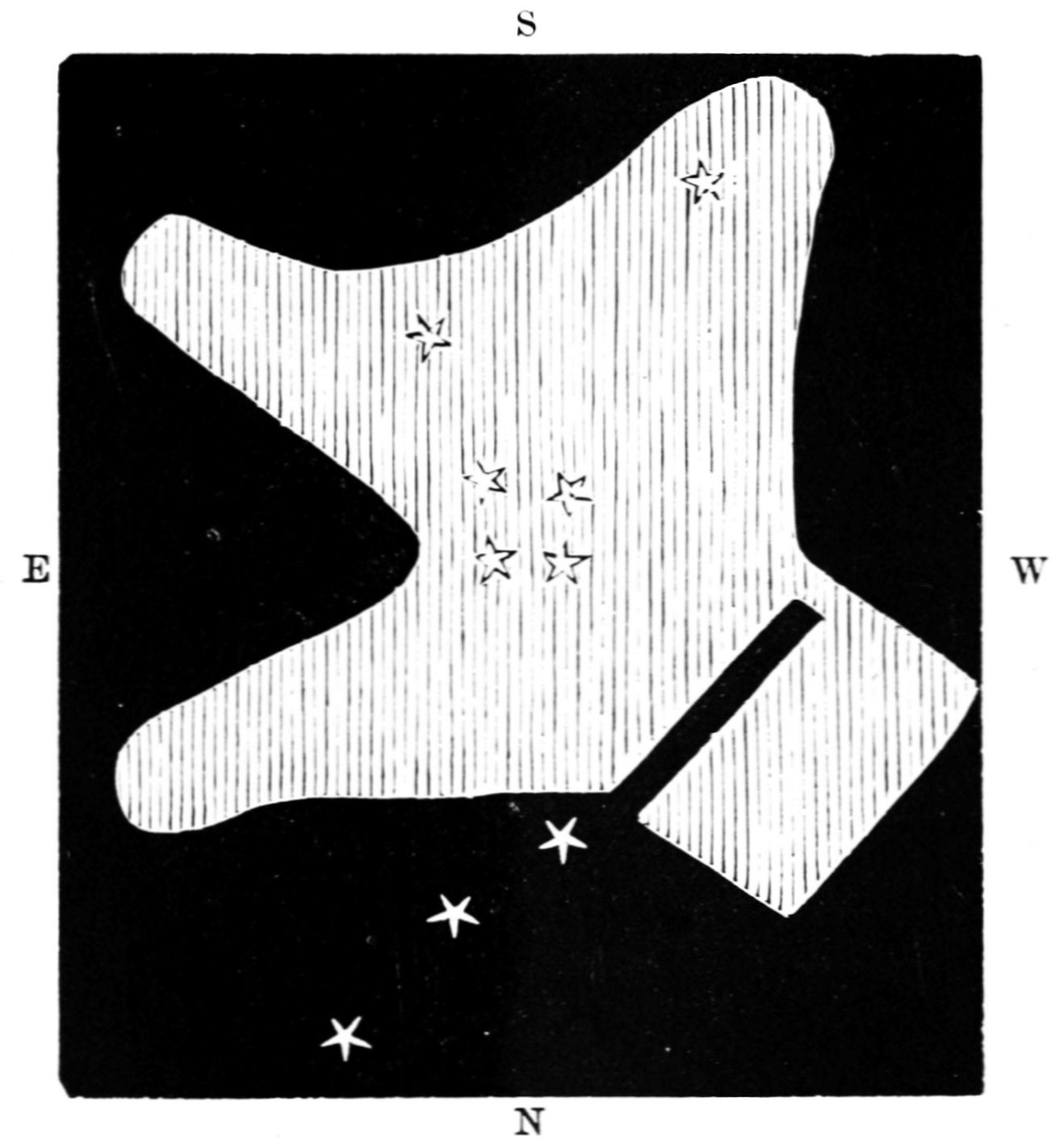
Le Gentils teckning av Orionnebulosan, ritad 1758.

Han upptäckte och studerade flera objekt i Messiers katalog. Till exempel upptäckte han galaxen M32 år 1749, en elliptisk dvärggalax som också är känd under namnet Le Gentil. Han blev invald Franska vetenskapsakademin år 1753. Den 26 juli 1758 redovisade han sina studier av en nebulosa, bara någon månad innan Charles Messier redovisade sina upptäckter. Framförallt studerade han Orionnebulosan och hans arbete togs upp i Franska vetenskapsakademins journaler 1759 och dessa trycktes år 1765.
Redan 1716 hade Edmond Halley föreslagit att vetenskapsmännen skulle genomföra ett internationellt samarbete inför venuspassagerna 1761 och 1769. Venuspassager innebär att planeten Venus passerar mellan jorden och solen, vilket gör att Venus avtecknar sig på solskivan. Dessa passager inträffar parvis med drygt 100 års mellanrum, och åtta år mellan paret. Genom att mäta vinklar och tider för flera passager från olika platser på jorden kan dessa passager användas för att beräkna avståndet till solen och Venus och därefter avstånden mellan samtliga planeter i solsystemet.
Guillaume Le Gentil var en av de franska vetenskapsmännen som utsågs att göra observationen och han blev tilldelad Pondicherry, en fransk besittning i nuvarande Indien. Le Gentil avseglade från Brest i mars 1760.

## Observationsförsöket av första venuspassagen
Den första venuspassagen i paret skulle ske den 6 juni 1761. Guillaume Le Gentil följde med ett fartyg från ostindiska kompaniet till Isle de France, nuvarande Mauritius, genom att runda Godahoppsudden. Han anlände till Mauritius den 10 juli 1760 och här började en nervös väntan på ett fartyg till Indien. Dels hade sjuårskriget spritt sig till Indien och franska och engelska styrkor stred i Pondicherry och försvårade seglatser. Dessutom blev vindarna mindre gynnsamma ju längre in på vintern han tvingades vänta. Guillaume Le Gentil drabbades under hösten av dysenteri, så även om en båt skulle komma var det inte säkert att han skulle klara att gå ombord. Han började planera för att resa till den mer närliggande och välbesökta ön Rodrigues där hans kollega Alexandre Guy Pingré redan befann sig.
Under förberedelserna för att bege sig till Rodrigues anlände ett fartyg till Mauritius som hade med sig viktiga underrättelser till Indien. Guvernören beslöt att skicka fregatten Sylphide till Indien, och den 11 mars kunde den avsegla med Guillaume Le Gentil ombord. Resan gick till en början bra, men plötsligt slog vindarna om och båten fick stora problem att hålla kursen. När de nästan var framme vid målet fick de veta att Frankrike förlorat Pondicherry till England och att de fortfarande låg i krig med varandra. Guillaume Le Gentil hoppades ändå att de skulle gå iland på indiska halvön, men kaptenen valde att återvända till Mauritius. Han befann sig därför till havs när passagen inträffade den 6 juni 1761 och båtens rullande förhindrade honom att göra några användbara mätningar, trots att himlen var klar och han kunde betrakta passagen ombord. Han beslutade sig för att stanna i området och vänta in nästa passage åtta år senare.

## Mellantiden
De följande fyra åren tillbringade Guillaume Le Gentil på Mauritius med långa vetenskapliga exkursioner till Madagaskars ostkust och Isle de Bourbon, nuvarande Réunion norr om Mauritius. Framförallt förbättrade han de befintliga kartorna, vilket han menade att astronomer hade särskilt lämpliga kunskaper och verktyg att göra. År 1765 började han förbereda sig för nästa passage, han funderade på flera tänkbara platser förutom Pondicherry i Indien, bland annat Mexiko eller Manilla i Filippinerna. Till slut bestämde han sig för att försöka i Manilla eftersom solhöjden var mer fördelaktig där än i Pondicherry. Han tänkte följa med en ostindiefarare till Kina för att därifrån följa med ett skepp till Kanton och Manilla. Då anlände det spanska örlogsfartyget Bon Conseil till Mauritius med destination Manilla och han fick tillstånd att följa med detta. Den 1 maj 1766 lämnade han Mauritius, för gott eftersom han hade intentionen att återvända till Frankrike via Mexiko för att på så sätt fullborda ett varv runt jorden. Han anlände i Manilla den 10 augusti efter en seglats han beskrev som lång och besvärlig.
Väl framme i Manilla började han tvivla på om det verkligen var den bästa platsen för observationen. Dessutom möttes han av misstroende från den spanska guvernören. Bland annat tvivlade guvernören på att det rekommendationsbrev från franska kungen som Le Gentil hade var äkta. Tvivlet berodde på att brevet efterfrågats och besvarats på mindre än ett år och två månader, vilket guvernören menade var alldeles för kort tid för att få ett brev till Frankrike besvarat. Ytterligare en anledning var att han trodde att chansen för klart väder var mindre i Manilla än andra alternativ.

## Observationsförsöket av andra venuspassagen

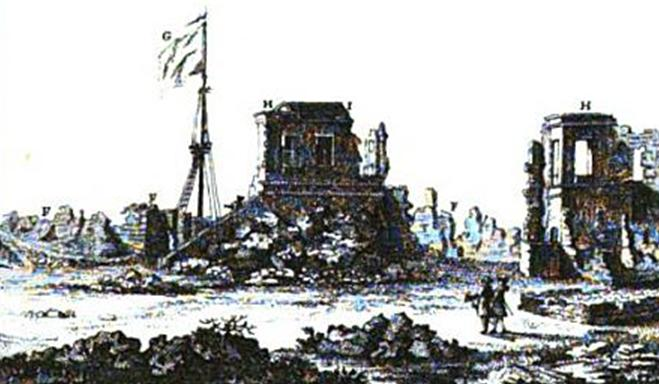
Fundamentet till Le Gentils observatorium. Illustration från 1781 av okänd konstnär.

Den andra venuspassagen skulle inträffa den 4 juni 1769. Guillaume Le Gentil anlände mer än ett år tidigare i mars 1768 efter en 32 dagars seglats. Han anlände till ett av krig sargat Pondicherry där guvernören mötte honom vid ankomsten. Guvernören erbjöd hjälp att bygga upp en observationplats på vilken plats han än valde. Guillaume Le Gentil valde att bygga på ruinerna av den västra flygeln av ett franskt palats i citadellet. Källaren till hans observatorium tjänade som krutförråd även efter att han installerat instrumenten. Regn försenade byggnationen men han kunde flytta in i observatoriet juni 1768, nästan ett år innan venuspassagen. Han började med att bestämma solhöjder, trimma instrument och finjustera beräkningarna av longitud och latitud för observationsplatsens position. Han avslutade också observationerna av monsunvindar som han startat så fort han första gången kom till Mauritius. Observationerna låg till grund för seglatsrutter mellan Mauritius och Indien för Franska ostindiska kompaniet. Han studerade och diskuterade med lokalbefolkningens lärda präster, brahminerna, och imponerades över hur till synes enkelt de kunde beräkna sol- och månförmörkelser. Han lät sig till och med bli undervisad i metoden.
Veckorna före den 4 juni 1769 hade fördelaktigt väder för astronomiska observationer. Dessutom var det en säsong med normalt stabilt väder och Le Gentil beskriver sin väntan med iver och tillförsikt. Han hade fått ett nytt instrument av engelska astronomer som stationerat sig i Madras. När han steg upp på morgonen den 4 juni insåg han att vinden plötsligt vänt och dragit in skyar över Pondicherry och gjort hela himlen mulen. Dessutom märkte han att vinden mojnat och han insåg att himlen inte skulle klarna innan venuspassagen. Besvikelsen fick honom nästan att tappa förståndet. Han orkade inte att föra dagbok under mer än fjorton dagar. Han fick höra att även engelsmännen i Madras hade råkat ut för plötslig molnighet, men att himlen hade varit fullständigt molnfri i Manilla.

## Hemresan
Le Gentil planerade att följa med skeppet Villevault tillbaks till Mauritius. Det skulle avresa i oktober och han fortsatte med astronmiska observationer fram till dess. Under hösten insjuknade han i feber och i oktober hade han dessutom drabbats av magsmärtor och dysenteri så han orkade inte gå ombord på båten. Le Gentil fruktade att han aldrig skulle orka lämna Pondichery men i mars 1770 fick han, fortfarande konvalescent, följa med fartyget Dauphin. På Mauritius återsåg han flera kollegor som också var på hemväg. En av dessa kollegor, Vernon, avled på ön i tropiska sjukdomar.
I november följde han med fartyget Indian som skulle segla till Frankrike. Det avseglade sent på säsongen och valde att göra flera stopp på vägen, och fastnade därför i stormarna och kunde inte runda Godahoppsudden. Svårt sargat fick det ta sig tillbaks till Mauritius. Le Gentil hade i brev fått vetskap om att hans släkt gjorde anspråk på hans ägor i Normandie med hänvisning till att han avlidit och han plågades av förseningarna.
Le Gentils hemfärd motarbetades också av de franska myndigheterna på Mauritius, och han nekades att följa med fartyg han lovats plats på. I mars 1771 fick han till slut följa med den spanska fregatten Astrée som hade slutdestination Cádiz i Spanien. Fartygets kapten hade Le Gentil lärt känna under resan till Manilla fyra år tidigare. Han lastade ombord sina tillhörigheter och på morgonen den 30 mars hörde han en kanonsalva som signalerade att fartyget skulle lämna Mauritius och han blev tvungen att rusa ombord för att hinna med. Fartyget lyckades runda Godahoppsudden efter flera försök och efter att ha väntat ut flera stormar, och han imponerades av den spanske kaptenen.
Ombord var man osäker på om England och Spanien låg i krig när man stoppade ett engelskt fartyg. Den engelska kaptenen visade då en tidningsartikel från The Londoner Gazette som försäkrade att oroligheterna mellan England, Spanien och Frankrike hade lugnat ner sig. I stället utväxlade de båda kaptenerna gåvor där den spanska båten bland annat fick potatis och smör. Le Gentil konstaterade att "potatisen var lika uppskattad i England som den blivit i Frankrike under hans frånvaro".
Den spanska fregatten anlöpte Cadiz den 1 augusti 1771. Härifrån valde Le Gentil att landvägen ta sig till Frankrike. Han fick hjälp av vänner att låna pengar till resan och noterade att det var den 8 oktober, klockan nio på morgonen, som han satte sin fot på fransk mark för första gången på elva år, sex månader och tretton dagar.

## Eftermäle

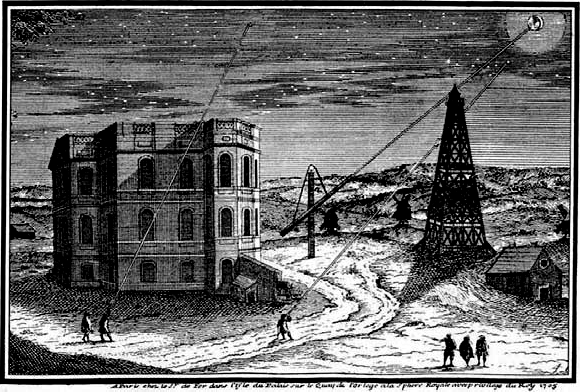
Paris observatorium och Guillaume Le gentils nya familjs hem.

När Le Gentil anlände till Paris hade han mycket riktigt dödförklarats, hans ägor misskötts och delats upp, och hans hustru gift om sig. Dessutom hade han förlorat sin plats i vetenskapsakademin och åtta lådor med naturvetenskapliga samlingar hade försvunnit. Bland annat med kungens hjälp återfick han en plats i vetenskapsakademin och han gifte om sig. Tillsammans med sin nya hustru fick han en dotter och de bosatte sig i observatoriet. Det finns ett skriftligt klagomål bevarat på att de torkade blöjor i observatoriets park. De åtta lådorna, som han anförtrott fartyget Indian, förblev försvunna trots idoga undersökningar och påtryckningar från Le Gentils kontakter med större politiskt inflytande.
Den 22 oktober 1792, 21 år efter återkomsten till Frankrike, avled han hastigt utan några tidigare sjukdomsbesvär. Ett år senare avrättades de flesta vetenskapsmän som var ledamöter i den franska vetenskapsakademin av det så kallade skräckväldet under den franska revolutionen.
Hans historia berättas ofta som ett tragikomiskt exempel på svåra vedermödor och kortvarigt antiklimax efter år av förberedelser med slutklämmen att allt inte var bättre förr. Men trots att de två observationsförsöken misslyckades var han inte overksam inom andra områden före, i mellantiden eller efter venuspassagerna. Han har ett eget kapitel i hyllningsskriften som hans läromästares sonson, Jean-Dominique Cassini, skrev år 1810 över de ledamöter som omkom i samband med franska revolutionen, trots att han dog en naturlig död.  Tvåhundra år efter venuspassagen 1761 namngavs en av månens kratrar till Le Gentil, som ett minne till den franske astronomen.
Nedslagskratern Le Gentil på månen och asteroiden 12718 Le Gentil är båda uppkallade efter honom.

## Pjäs
Pjäsen Transit of Venus skrevs av den kanadensiska pjäsförfattaren Maureen Hunter och baserades på Guillaume Le Gentils liv. I november 1992 framfördes pjäsen på Manitoba Theatre Centre.